# Janvier 1764
Cette page présente les faits marquants du mois de janvier 1764.

## Événements
- Janvier : Ahmad Shâh intervient pour la septième fois à Lahore en Inde[1]. Après son départ, les Sikh s'organisent en état. Ils occupent Lahore en mai 1765[2].